# Catu (gemeente)
Catu is een gemeente in de Braziliaanse deelstaat Bahia. De gemeente telt 50.809 inwoners (schatting 2009).

## Aangrenzende gemeenten
De gemeente grenst aan Alagoinhas, Araçás, Pojuca, São Sebastião do Passé, Teodoro Sampaio en Terra Nova.

## Galerij

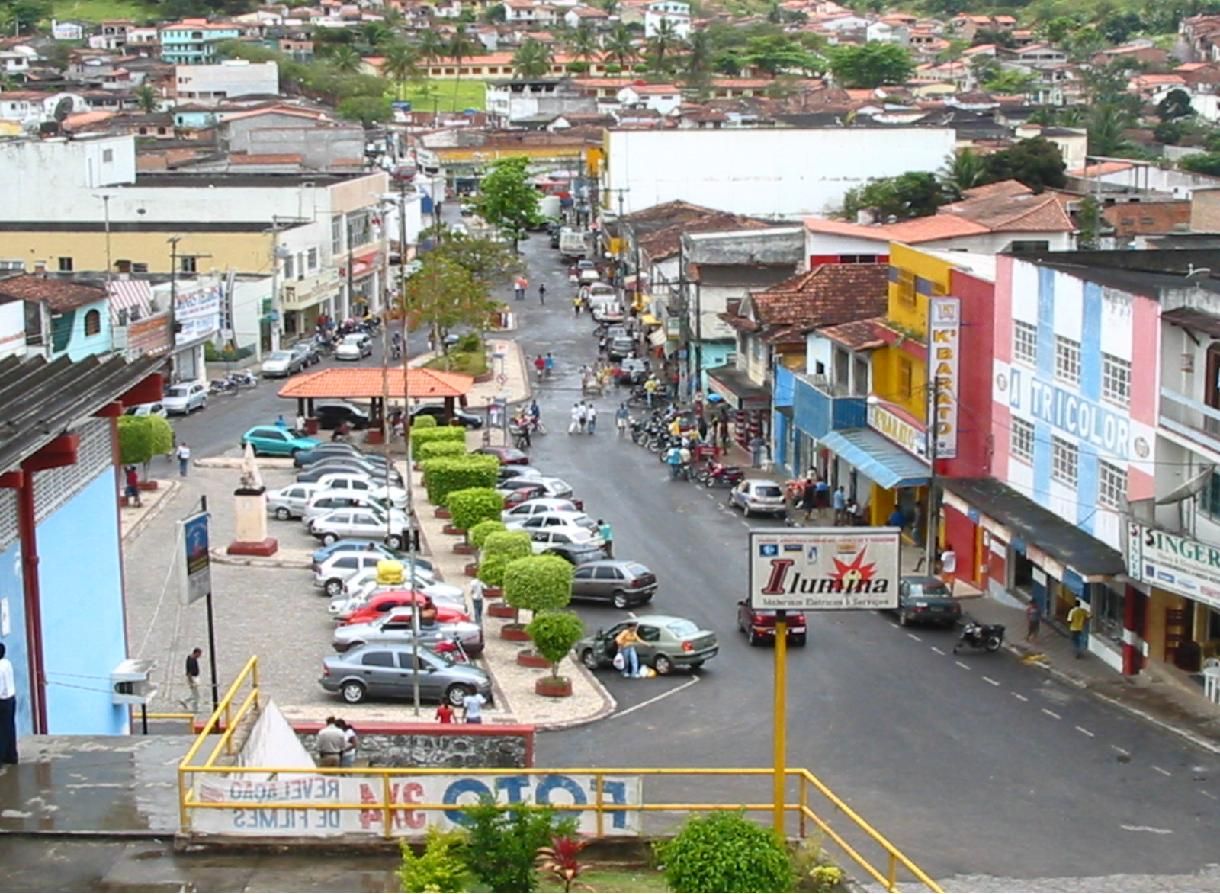
Winkelcentrum
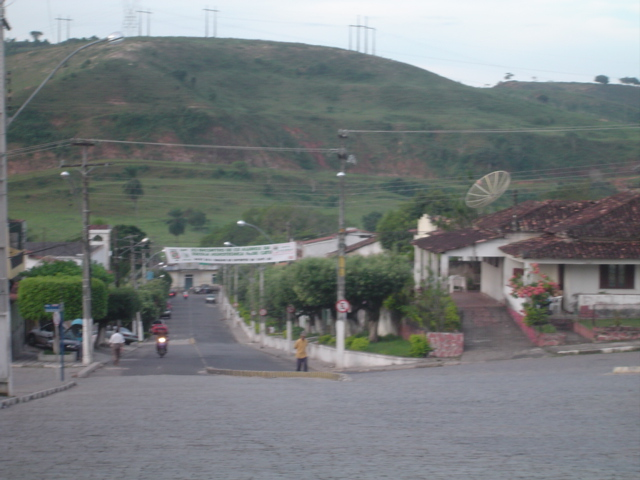
Rua da Estação
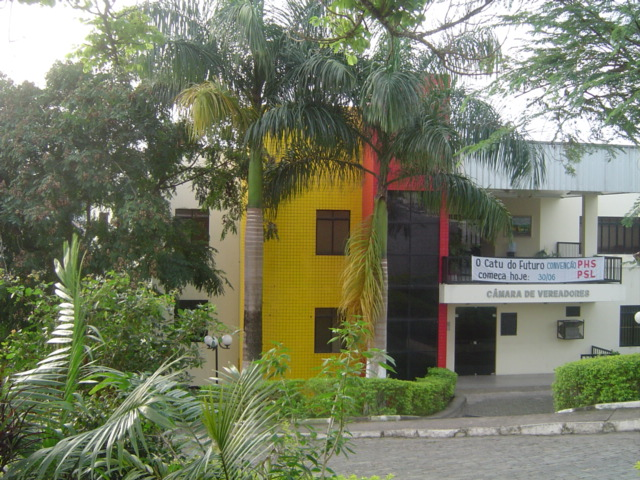
Câmara dos Vereadores
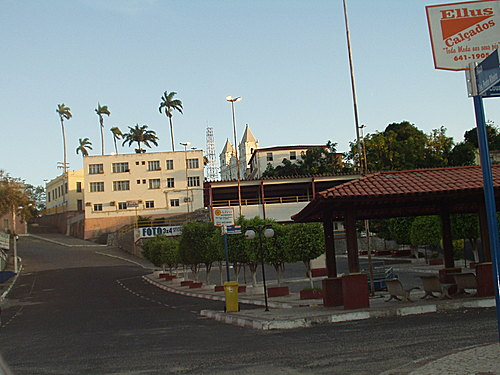
Gemeentehuis